# Жовкині
Жовки́ні — село в Україні, у Володимирецькій селищній громаді Вараського району Рівненської області. Населення становить 905 осіб.

## Історія
У 1906 році село Володимирецької волості Луцького повіту Волинської губернії. Відстань від повітового міста 92 верст, від волості 8. Дворів 96, мешканців 642.
12 червня 2020 року, відповідно до розпорядження Кабінету Міністрів України № 722-р від «Про визначення адміністративних центрів та затвердження територій територіальних громад Рівненської області», увійшло до складу Володимирецької селищної громади.
19 липня 2020 року, в результаті адміністративно-територіальної реформи та ліквідації Володимирецького району, село увійшло до складу Вараського району.

## Населення
За переписом населення 2001 року в селі мешкали 874 особи.

### Мова
Розподіл населення за рідною мовою за даними перепису 2001 року:
| Мова       | Відсоток |
| ---------- | -------- |
| українська | 99,01 %  |
| російська  | 0,77 %   |
| білоруська | 0,11 %   |

## Історія бібліотеки
Першим бібліотекарем у Жовкинях був у 1947 році Арсентій Федорович Мамчик, а хата-читальня знаходилась у господі Василя Денисовича Ковальчука (будинок цей зберігся, і в ньому проживає сім'я). Згодом, у 1951 — 52 роках бібліотека знаходилась у будинку вдови Мотрі Максимівни Івашко, яка її й очолювала. Вся книгозбірня містилась у шафі і являла собою добірку творів Шевченка, Гоголя, Франка. Толстого. У ній порядкувало ще кілька ентузіастів. Але першим офіційним бібліотекарем став Тимофій Пилипович Тумаха. Квартирувала бібліотека в оселі Корнія Ковальчука.
У 1953 році в Жовкинях побудували клуб з бібліотекою. Започаткувавши тут бібліотечну роботу Тетяна Демидівна Козодой (з Дубівки родом), передала книгозбірню Івану Михайловичу Івашко, який протягом 13 років очолював і бібліотеку і клуб(користувався повагою серед односельців як хороший писар, вмілий організатор).
Надія Адамівна Лемещук — перша з-поміж бібліотекарів, яка закінчила Дубнівське культурно- освітнє училище. І робота при ній справді сягнула належного рівня. У 1979 році її змінила Людмила Трохимівна Ковальчук, яка своєю працею домоглася, що сільській бібліотеці присвоєно звання «Бібліотека відмінної роботи».
У 1986 році молодим спеціалістом за направленням у Жовкинівську бібліотеку прибула Наталія Іванівна Власова, яка працює завідувачкою бібліотеки і досі.

## Відомі люди
- Соловйов Ігор Іванович народився на Дубенщині Рівненської області 13 січня 1922 року. Призваний на фронт в квітні 1944 року. Мав два поранення. Воював на І — Прибалтійському фронті під Ригою. Лежав в госпіталі після другого поранення під Москвою. Нагороджений орденом Великої Вітчизняної війни, орденом Жукова, ювілейними медалями. Помер Ігор Іванович Соловйов 12 вересня 2007 року в с. Жовкині.
- Мамчик Арсен Федорович народився 15.03. 1923 році в с. Жовкині. Призваний на війну в квітні 1944 року. Потрапив на ІІІ — Білоруський фронт. Був поранений 14 жовтня 1944 р., не дійшовши до м. Кенігсберг. Лікувався в госпіталі і виписали 13 березня 1945 р. Штурмом брав м. Кенігсберг. Прийшов з фронту додому в березні 1947 р. Нагороджений Орденом Червоної зірки, Орденом Жукова, ювілейні медалі. Помер 30.03.2008 року.
- Тумаха Василь Іванович народився в с. Жовкині в лютому 1922 року. Василь Іванович — інвалід Великої Вітчизняної війни. Пройшов війну, полон. У полон він потрапив у бою під час оточення німецьких військ в місті Каунас (Литва). Потрапив у концтабір в німецьке місто Гамбург. Доводилося копати протитанкові рови, виносити з поля бою поранених німецьких солдатів. Визволили їх з полону англійські війська. Після звільнення знову служба в армії — аж до закінчення війни, а потім ще майже два роки відбудовує міста нашої Вітчизни, дороги та станції. Василь Іванович — ветеран Другої Світової війни проживає на території Жовкинівської сільської ради.
- Тарасюк Федір Максимович народився 22.02.1921 року. Призваний на війну 17 березня 1944 року. Потрапив в запасний полк м. Харкова, воював в Фінляндії. Федір Максимович був поранений одним осколком в ногу і руку. Лежав в госпіталі у м. Ленінград. Після одужання, брав місто Таллінн (Естонія), і знову Фінляндія. Перемогу зустрів 9 травня в Фінляндії.
- Ковальчук Кирило Корнійович народився 17.09.1909 р. Призваний на війну в 1941 році на ІІІ — Білоруський фронт. Пройшов фронтовими стежками Молдавії, Білорусі, країнами Балтії. На фронті був поранений, також був в полоні. Прийшов з війни в 1945 році. Нагороджений ювілейними медалями. Помер 01.01.2002 р.